# A Nova Cara do Velho Choro
A Nova Cara do Velho Choro é um álbum lançado em CD pelo grupo Dois de Ouro em 1998, com direção e produção musical de Fernando César e Hamilton de Holanda.
Foi considerado o melhor disco de 1998 pelo jornal Correio Braziliense[carece de fontes?].

## Faixas
1. "Fantasia sobre temas de Pixinguinha" (Hamilton de Holanda)- 4:16
2. "Delicado" (Waldir Azevedo)- 3:34
3. "Aquarela na Quixaba" (Hamilton de Holanda)- 4:37
4. "Sampa" (Caetano Veloso)- 3:50
5. "Doce de Côco" (Jacob do Bandolim/Hermínio Belo de Carvalho) - 4:58
6. "Flor de Lis" (Djavan) - 3:19
7. "Noites Cariocas" (Jacob do Bandolim/Hermínio belo de Carvalho) - 3:52
8. "Czardas" (V.Monti) - 4:36
9. "Pedacinhos do Céu"  (Waldir Azevedo)- 4:52
10. "Tico-tico no Fubá" (Zequinha de Abreu) - 2:49
11. "Inesquecível" (Paulinho da Viola) - 3:51
12. "Apanhei-te, Cavaquinho" (Ernesto Nazareth) - 3:40
13. "Os 8 Batutas" (Pixinguinha) - 2:34
14. "Um a Zero/Brasileirinho" (Pixinguinha e Benedito Lacerda/Waldir Azevedo)- 5:27